# Vepris nobilis
Vepris nobilis là một loài thực vật có hoa trong họ Cửu lý hương. Loài này được (Delile) Mziray miêu tả khoa học đầu tiên năm 1992.